# Poreč
Pour les articles homonymes, voir Poreč (homonymie).
Poreč en croate, ou Parenzo en italien, est une ville et une municipalité située en Istrie, dans le comitat d'Istrie, en Croatie. Au recensement de 2021, la municipalité comptait 16 607 habitants, dont 75,40 % de Croates et la ville seule comptait 10 448 habitants.

## Histoire
Le lieu de Poreč/Parenzo est habité depuis les temps préhistoriques. Au cours du IIe siècle av. J.-C., un camp romain est construit sur une petite péninsule de 400 m par 200 m, où se situe le centre-ville actuel. Pendant le règne de l'empereur Auguste au Ier siècle, Poreč/Parenzo devient officiellement une ville et fait partie de la colonie romaine de Colonia Iulia Parentium. Au IIIe siècle, la ville devient une communauté chrétienne avec un des premiers bâtiments chrétiens sacrés. La première basilique, dédiée à saint Maur de Parenzo (Maur de Parentium), remonte à la seconde moitié du IVe siècle. Le sol en mosaïque de l'oratoire, à l'origine une partie d'une grande maison romaine, est encore présent dans le jardin de la basilique euphrasienne. Aux Ve et VIe siècles, un ensemble épiscopal est construit. De celui-ci reste aujourd'hui conservé le baptistère, l'entrée, la basilique euphrasienne, le palais épiscopal et les fondements de la première basilique. 
Avec la chute de l'empire romain en 476, plusieurs pouvoirs se succèdent. Tout d'abord, les Ostrogoths contrôlent Parenzo puis après 539, elle fait partie de l'empire byzantin. À partir de 748, les Francs prennent le pouvoir. Après une courte période d'indépendance au XIIe siècle, elle fait partie du patriarcat d'Aquilée. 
En 1267, Parenzo devient la première ville d'Istrie à être choisie pour faire partie de la république de Venise, qui la dirige pendant plus de cinq siècles.
Depuis le congrès de Vienne (1814-1815) jusqu'en 1918, la ville (au nom de PARENZO) fait partie de la monarchie autrichienne (empire d'Autriche), puis Autriche-Hongrie (Cisleithanie après le compromis de 1867), chef-lieu du district de même nom, l'un des 11 Bezirkshauptmannschaften dans la province du Littoral autrichien.
En 1861, Parenzo est devenue le siège du Parlement régional, avec des écoles, des bureaux administratifs et judiciaires et d'autres services. Pendant ce temps, elle devient progressivement un centre de construction navale et une station touristique populaire pour l'aristocratie austro-hongroise. 
Après 1918, intégration au royaume d'Italie.
En 1947, deux ans après la Seconde Guerre mondiale, elle est occupée par la Yougoslavie et le nom de la ville est changé en Poreč. Une grande partie de la population italienne quitte la ville et est remplacée par des Slaves de différentes régions de la Yougoslavie.
De 1945 à 1991, Poreč est une ville de Croatie, qui fait partie intégrante de la république socialiste fédérative de Yougoslavie.
En 1991, la Croatie devient un État indépendant.

## Localités
En 2006, la municipalité de Poreč-Parenzo compte 58 localités : 
| - Antonci-Antonzi - Baderna-Monpaderno - Banki-Banchi - Bašarinka-Bassarinca - Blagdanići-Blagdanici - Bonaci-Bonazzi - Bratovići-Bratovici - Brčići-Barcici - Buići-Buici - Cancini-Zanzini - Červar-Porat-Porto Cervara - Črvar-Cervara - Čuši-Ciussi - Dekovići-Decovici - Dračevac-Dracevazzo | - Filipini - Fuškulin-Foscolino - Garbina-Garbina - Gulići-Gulli - Jakići II-Jacchi II - Jasenovica-Giasenovizza - Jehnići-Gecni - Jurići-Iurici - Kadumi-Cadumi - Katun-Cattuno - Kirmenjak-Chirmegnacco - Kosinožići-Cosini - Kukci-Cucazzi - Ladrovići-Ladri - Mali Maj-Villaggio di Maggio | - Materada Maj-Matterada - Matulini-Mottolini - Mičetići-Micetti - Mihatovići-Micatti - Mihelići-Micheli - Montižana-Montisano - Mugeba-Monghebbo - Mušalež-Musalezzo - Nova Vas-Villanova - Poreč – Parenzo - Radmani-Radmani - Radoši kod Žbandaja-Radossi di Sbandati - Rakovci-Racovazzi - Rupeni-Rupeni - Ružići-Rusi | - Starići-Stari - Stranići kod Nove Vasi-Stancio - Šeraje-Serraio - Špadići-Spada - Štifanići-Stefani - Šušnjići-Susgnano - Valkarin-Valcarina - Veleniki-Velenicco - Veli Maj-Maggio - Vranići kod Poreča-Vranni - Vrvari-Varvaro - Vržnaveri-Vesnaveri - Žbandaj-Sbandati |

## Patrimoine
- La basilique Euphrasius, classée au patrimoine mondial de l'UNESCO est située dans la vieille ville de Poreč-Parenzo.

## Personnages célèbres
- Maur de Parenzo, saint martyr des IIIe – IVe siècles, évêque de Parentium.
- Giuseppe Picciola (it), poète (1859-1912).

## Maire
| Législature | Nom            | Parti(s) | Note  |
| ----------- | -------------- | -------- | ----- |
| 2005-2009   | Edi Štifanić   | IDS      |       |
| 2009-2013   | Edi Štifanić   | IDS      | [ 4 ] |
| 2013-2017   | Edi Štifanić   | IDS      |       |
| 2017-2021   | Loris Peršurić | IDS      |       |
| 2021-2025   | Loris Peršurić | IDS      | [ 5 ] |